# Скандинавијум
Скандинавијум је вишенаменска дворана за спортове и разне манифестације у Гетеборгу, Шведска. Изградња дворане почела је 1969, након деценија одлагања, а изграђена је на 350. годишњицу града Гетеборга и отворена је 18. маја 1971.
Дворана Скандинавијум је била домаћин разних првенстава и догађаја, светских, као и других, више од педесет пута, као што су Светско првенство у хокеју, уметничко клизање и пливање, европским првенствима, Дејвис куп финала, а 1985 Песме Евровизије.

## Значајни догађаји
| Догађај                                  | Година                 |
| ---------------------------------------- | ---------------------- |
| Европско првенство у уметничком клизању  | 1972, 1980, 1985       |
| Светско првенство у уметничком клизању   | 1976, 2008             |
| Светско првенство у хокеју на леду       | 1981, 2002             |
| Дејвис Куп финале                        | 1984, 1987, 1988, 1997 |
| Песма Евровизије                         | 1985                   |
| ФИНА светски куп у пливању               | 1988, 1989             |
| ФИНА светски куп у пливању - мали базени | 1997                   |
| Европско првенство у рукомету за жене    | 2006                   |
| Светско првенство у рукомету             | 2011                   |
| Европско првенство у атлетици у дворани  | 2013                   |

Дворана је такође била домаћин полуфиналу шведском националном избору за песму Евровизије, Мелодифестивалену, сваке године од увођења тренутног формата, изузев 2002. године.
Скандинавијум је био домаћин концерта многих познатих уметника међу којима су:
- Дајер стрејтс
- Ајрон Мејден
- Џорџ Мајкл
- Елтон Џон
- Џастин Тимберлејк
- Мамма Миа!
- Квин
- Мерилин Менсон
- Вајтснејк
- Оазис
- Џудас Прист
- Мегадет
- Кис
- Бон Џови
- Токио хотел